# Summum ius, summa iniuria

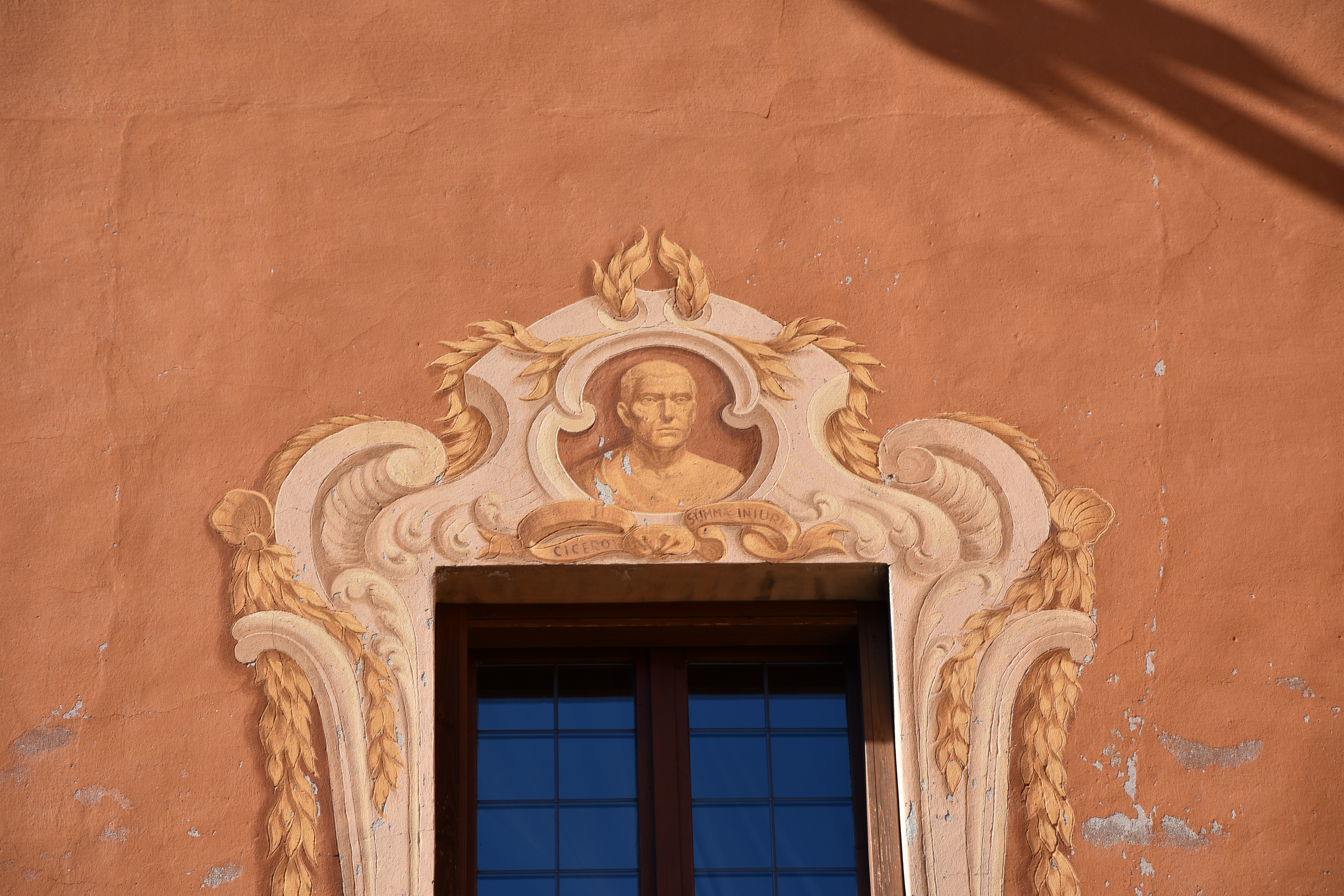
Ritratto di Cicerone con il brocardo in un cortile del Collegio Gallio di Como

Summum ius, summa iniuria è una locuzione latina il cui significato è "il sommo diritto è somma ingiustizia", oppure "il massimo del diritto è il massimo dell'ingiustizia". Cicerone (De officiis, I, 10, 33) la cita come espressione proverbiale. Un'espressione analoga si trova infatti già in Terenzio (Heautontimorumenos, IV, 5): Ius summum saepe summa est malitia ("somma giustizia equivale spesso a somma malizia").
La locuzione indica che un'applicazione rigorosa e acritica del diritto - che non tenga conto delle circostanze a cui le norme devono essere applicate nel singolo caso e delle finalità a cui esse dovrebbero tendere - ne uccide lo spirito e può facilmente portare a commettere ingiustizie o addirittura costituire strumento per perpetrare l'ingiustizia.